# Agta, Camarines Norte (jezik)
Manide jezik (camarines norte agta, agiyan; ISO 639-3: abd), jezik južnodumagatske podskupine sjevernofilipinskih jezika, kojim govori 150 ljudi (2000 Wurm) iz negritskog plemena Agta na jugoistoku filipinskog otoka Luzon.
Broj govornika 1979. bio je oko 200, no on kasnije opada. Dvojezičnost u tagalogu.
Po najnovijoj klasifikaciji pripada velikoj centralnofilipinskoj skupini, podskupini Umiray Dumaget. 

## Vanjske poveznice
- Ethnologue (14th)
- Ethnologue (15th)